# Aeschynanthus tricolor
Aeschynanthus tricolor là một loài thực vật có hoa trong họ Tai voi. Loài này được Hook. mô tả khoa học đầu tiên năm 1858.

## Hình ảnh

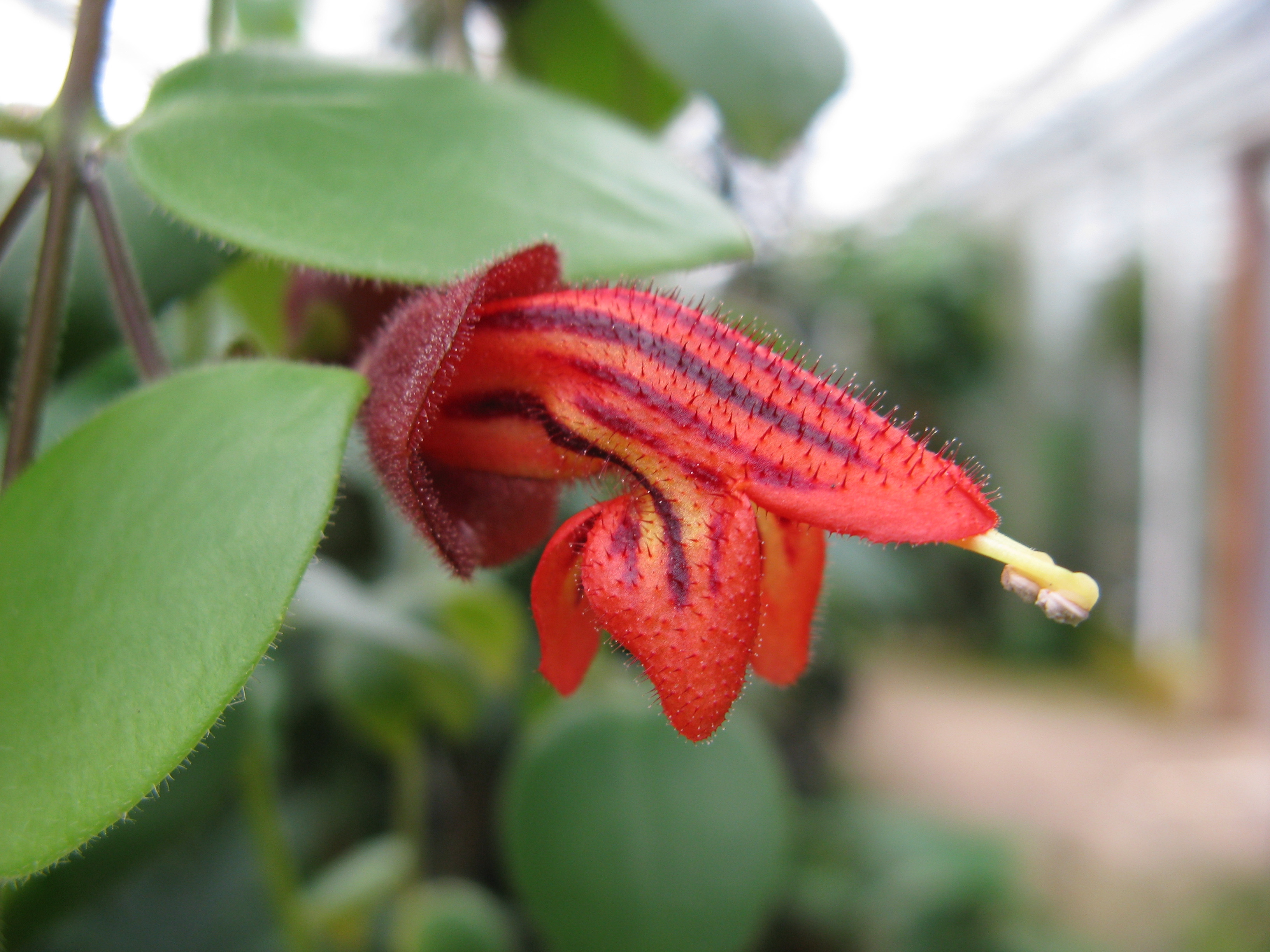
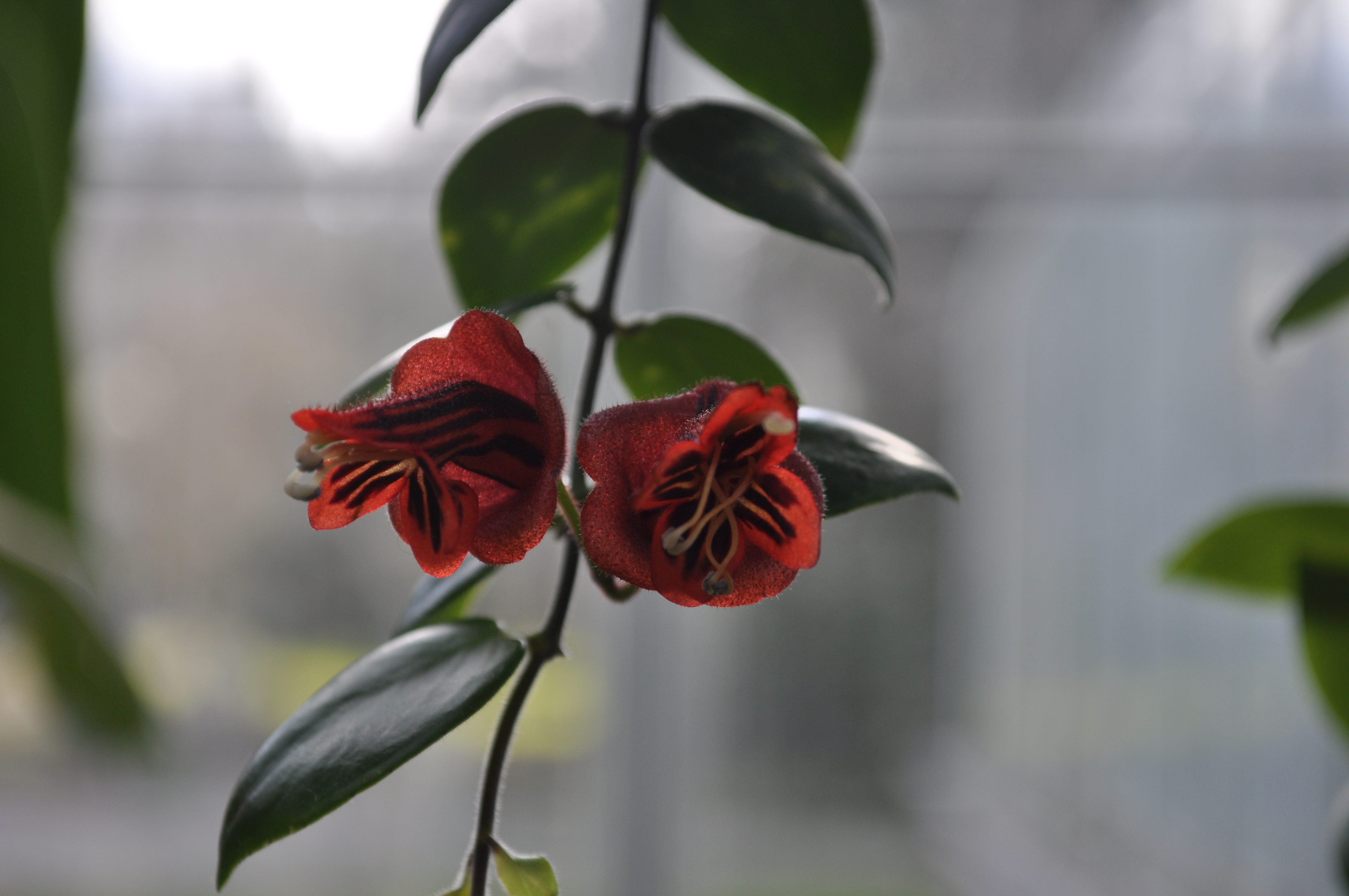